# Brunnerstraße 2, 4, Halberstädter Straße 48, 50, 52, 54, 56

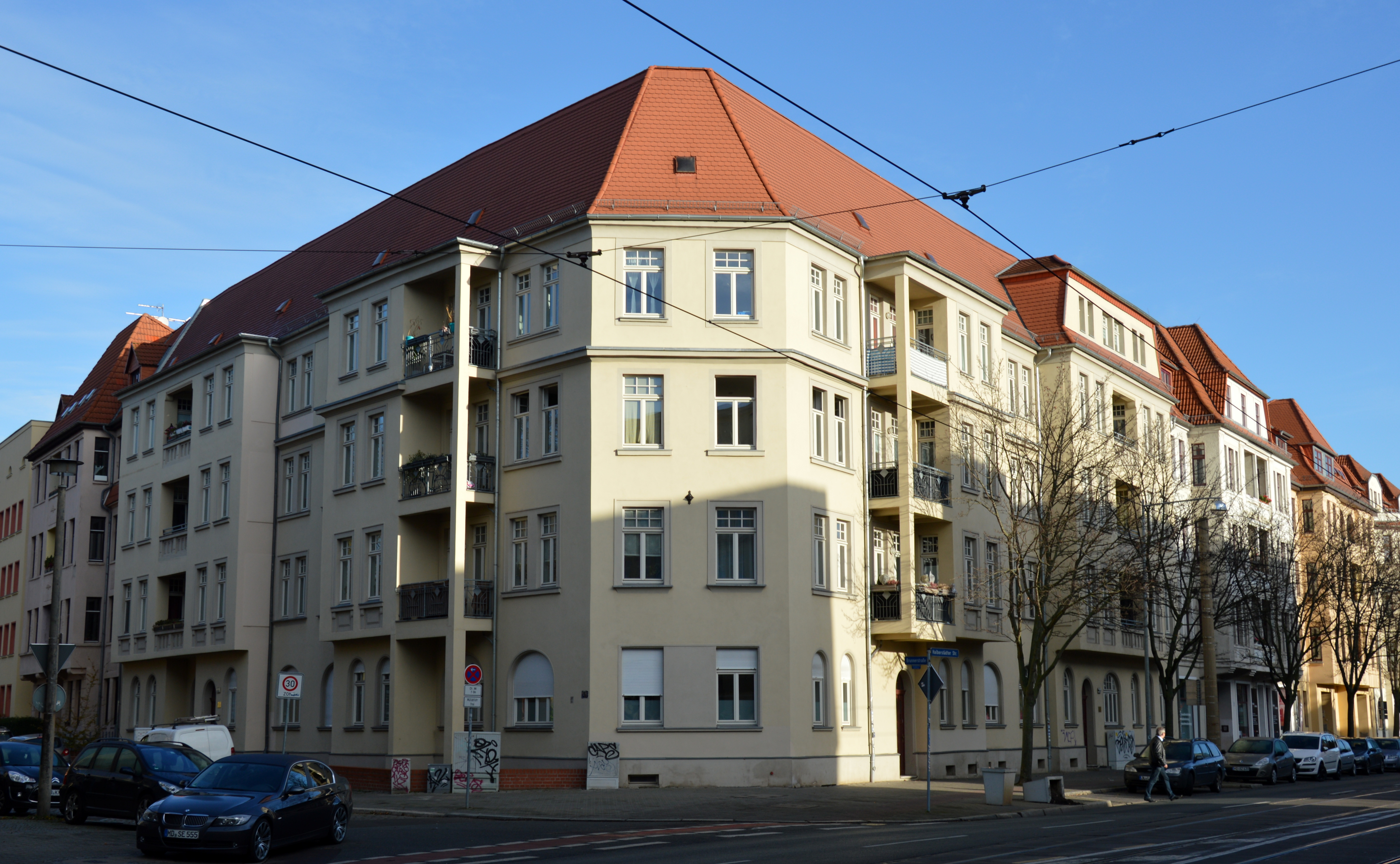
Brunnerstraße 2, 4, Halberstädter Straße 48, 50, 52, 54, 56, Blick von Westen, 2017

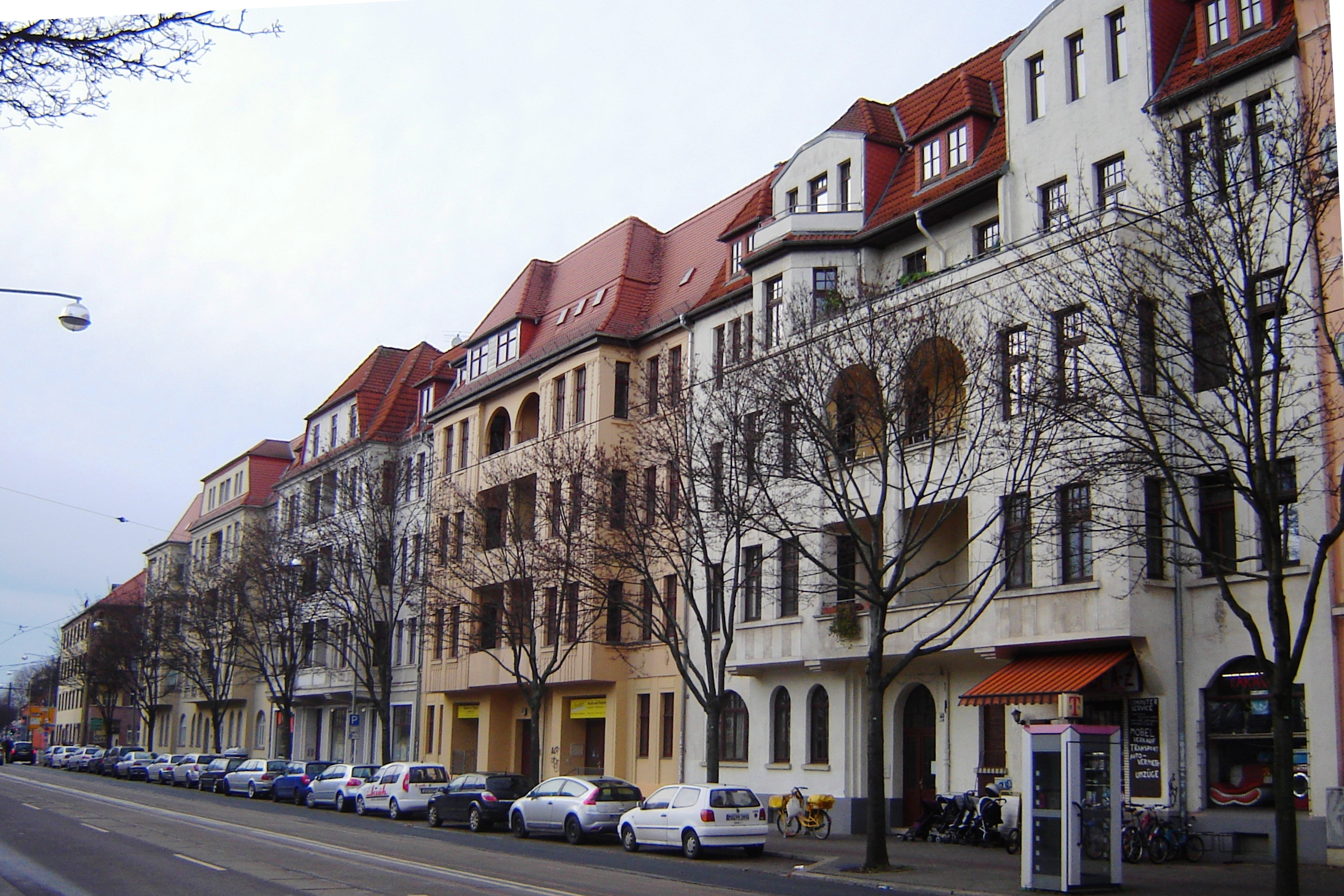
Blick von Osten, 2014

Brunnerstraße 2, 4, Halberstädter Straße 48, 50, 52, 54, 56 ist die Bezeichnung einer denkmalgeschützten Häusergruppe im Magdeburger Stadtteil Sudenburg in Sachsen-Anhalt.

## Lage
Sie befindet sich auf der Nordseite der Halberstädter Straße in einer Ecklage östlich an der Einmündung der Brunnerstraße auf die Halberstädter Straße.

## Architektur und Geschichte
Die viergeschossigen verputzten Wohnhäuser wurden von 1904 bis 1911 nach einem Entwurf von Gustav Richter, nach anderen Angaben 1910/11 durch Maurermeister Otto Lindau errichtet und bilden eine geschlossene Blockrandbebauung. Die eher schlichten, zurückhaltend mit Schmuck im Stil des Neoklassizismus und des Jugendstils verzierten Fassaden der fünf Gebäude sind durch breite Kastenerker geprägt, die an Risalite erinnern. Überwiegend in der Mitte der Häuser sind Loggien angeordnet, die zum Teil mit Rundbögen, zum Teil mit waagerechten Stürzen versehen sind. Die Fenster der Gebäude sind nach einem einheitlichen Rhythmus angeordnet. Die schmalen aufrecht-rechteckigen Fenster sind als Sprossenfenster ausgeführt. Bedeckt sind die Gebäude durch steile Walmdächer, die mit großen Zwerchhäusern versehen sind. In den Dachgeschossen waren neben Wirtschaftsböden auch jeweils eine Wohnung eingerichtet.
In den Gebäuden wurden Drei-, Vier- und Sechs-Zimmerwohnungen eingerichtet. In den Erdgeschossen der Häuser ist jeweils neben zwei Wohnungen auch ein Ladengeschäft untergebracht. Ein bekanntes langjähriges Geschäft war die Post-Drogerie. Das in den 1930er und 1940er Jahren von Wilhelm Maibaum geführte Geschäft wurde im Zweiten Weltkrieg bei einem Bombenangriff beschädigt, konnte jedoch fortgeführt werden. Weitere Geschäfte waren durch einen Bäcker, Fleischer, Tabakhändler, Friseur bzw. ein Papierwarenhandel.
Bis zur Mitte der 1920er Jahre lebte die Familie des jüdischen Kaufmanns Julius Petzon in der heutigen Hausnummer 48, damals Nummer 126a, Eingang Brunnerstraße. Das einzige Kind der Familie, die 1910 geborene Senta Petzon, wurde als Schriftstellerin Nomi Rubel bekannt. Sie berichtete in ihrem autobiografischen Roman Schwarz-Braun ist die Haselnuß über ihre Kinderzeit.
Im örtlichen Denkmalverzeichnis ist die Häusergruppe unter der Erfassungsnummer 094 81968 als Baudenkmal verzeichnet.
Die Häusergruppe gilt als Beispiel für Magdeburger Mietshäuser gehobenen Standards aus der Zeit vom Anfang des 20. Jahrhunderts.